# هنري غراهام (شاعر)
هنري غراهام (بالإنجليزية: Henry Graham)‏ هو شاعر بريطاني، ولد في 1 ديسمبر 1930.